# Batuan (Masbate)
Batuan ist eine philippinische Stadtgemeinde in der Provinz Masbate. Sie hat 15.086 Einwohner (Zensus 1. August 2015).

## Baranggays
Batuan ist politisch in 14 Baranggays unterteilt.
| - Burgos - Cañares - Cambañez - Costa Rica - Danao | - Gibraltar - Mabuhay - Matabao - Nasandig - Panisihan | - Poblacion - Rizal - Royroy - Sawang |